# Britany Anderson
Britany Anderson (3 gennaio 2001) è un'ostacolista giamaicana.

## Biografia
Il 24 luglio 2019 ha stabilito il nuovo record mondiale under 20 dei 100 metri ostacoli in 12"71, fatto segnare a Joensuu in occasione del Motonet Grand Prix.

## Palmarès
| Anno | Manifestazione  | Sede     | Evento   | Risultato | Prestazione | Note                          |
| ---- | --------------- | -------- | -------- | --------- | ----------- | ----------------------------- |
| 2017 | Mondiali U18    | Nairobi  | 100 m hs | Oro       | 12"72       | hs 76,2 cm                    |
| 2018 | Mondiali U20    | Tampere  | 100 m hs | Argento   | 13"01       | Miglior prestazione personale |
| 2021 | Giochi olimpici | Tokyo    | 100 m hs | 8ª        | 13"24       |                               |
| 2022 | Mondiali indoor | Belgrado | 60 m hs  | 4ª        | 7"96        |                               |
| 2022 | Mondiali        | Eugene   | 100 m hs | Argento   | 12"23       | w (.224)                      |